# Elliot Davis
Elliot Davis, né le 23 mai 1948 est un directeur de la photographie américain.

## Filmographie

### Directeur de la photographie
| Année | Film (titre français)         | Film (titre original)                   | Réalisateur             | Type                    |
| ----- | ----------------------------- | --------------------------------------- | ----------------------- | ----------------------- |
| 1975  | La Récolte de trois mille ans | Mirt Sost Shi Amit                      | Hailé Gerima            | Film                    |
| 1976  | -                             | Independence Day                        | Bobby Roth              | Film                    |
| 1981  | -                             | Broken English                          | Michie Gleason          | Film                    |
| 1986  | Vamp                          | Vamp                                    | Richard Wenk            | Film                    |
| 1987  | -                             | Summer Heat                             | Michie Gleason          | Film                    |
| 1987  | -                             | Mayflower Madam                         | Lou Antonio             | Téléfilm                |
| 1988  | Rien à perdre                 | Miles from Home                         | Gary Sinise             | Film                    |
| 1989  | -                             | Signs of Life                           | John David Coles        | Film                    |
| 1989  | -                             | Bloodhounds of Broadway                 | Howard Brookner         | Film                    |
| 1990  | -                             | L'Amour poursuite                       | Alan Rudolph            | Film                    |
| 1990  | Les Contes de la crypte       | Tales from the Crypt                    | J. Michael Riva         | Série TV (épisode 2-18) |
| 1991  | Pensées mortelles             | Mortal Thoughts                         | Alan Rudolph            | Film                    |
| 1991  | -                             | Bright Angel                            | Michael Fields          | Film                    |
| 1992  | Memphis                       | Memphis                                 | Yves Simoneau           | Téléfilm                |
| 1992  | -                             | Shakes the Clown                        | Bob Goldthwait          | Film                    |
| 1992  | Le Feu sur la glace           | The Cutting Edge                        | Paul Michael Glaser     | Film                    |
| 1992  | -                             | Cruel Doubt                             | Yves Simoneau           | Téléfilm                |
| 1992  | Equinox                       | Equinox                                 | Alan Rudolph            | Film                    |
| 1993  | King of the Hill              | King of the Hill                        | Steven Soderbergh       | Film                    |
| 1994  | -                             | Mr. Write                               | Charlie Loventhal       | Film                    |
| 1994  | -                             | Mother's Boys                           | Yves Simoneau           | Film                    |
| 1994  | L'Insigne de la honte         | The Glass Shield                        | Charles Burnett         | Film                    |
| 1995  | À fleur de peau               | Underneath                              | Steven Soderbergh       | Film                    |
| 1995  | Dernières heures à Denver     | Things to Do in Denver When You're Dead | Gary Fleder             | Film                    |
| 1995  | Le Père de la mariée 2        | Father of the Bride Part II             | Charles Shyer           | Film                    |
| 1996  | -                             | Nightjohn (en)                          | Charles Burnett         | Téléfilm                |
| 1996  | Un éléphant sur les bras      | Larger Than Life                        | Howard Franklin         | Film                    |
| 1996  | -                             | Gray's Anatomy                          | Steven Soderbergh       | Film                    |
| 1996  | Get on the Bus                | Get on the Bus                          | Spike Lee               | Film                    |
| 1997  | -                             | Lawn dogs                               | John Duigan             | Film                    |
| 1998  | Hors d'atteinte               | Out of Sight                            | Steven Soderbergh       | Film                    |
| 1998  | Road to Graceland             | Finding Graceland                       | David Winkler           | Film                    |
| 1999  | Breakfast of Champions        | Breakfast of Champions                  | Alan Rudolph            | Film                    |
| 1999  | Un vent de folie              | Forces of Nature                        | Bronwen Hughes          | Film                    |
| 1999  | -                             | Light It Up                             | Craig Bolotin           | Film                    |
| 2000  | Un couple presque parfait     | The Next Best Thing                     | John Schlesinger        | Film                    |
| 2001  | -                             | American Campers                        | Daniel Waters           | Film                    |
| 2001  | Sam, je suis Sam              | I Am Sam                                | Jessie Nelson           | Film                    |
| 2002  | 40 jours et 40 nuits          | 40 Days and 40 Nights                   | Michael Lehmann         | Film                    |
| 2003  | Thirteen                      | Thirteen                                | Catherine Hardwicke     | Film                    |
| 2003  | La blonde contre-attaque      | Legally Blonde 2: Red, White & Blonde   | Charles Herman-Wurmfeld | Film                    |
| 2004  | Love Song                     | A Love Song for Bobby Long              | Shainee Gabel           | Film                    |
| 2005  | Les Seigneurs de Dogtown      | Lords of Dogtown                        | Catherine Hardwicke     | Film                    |
| 2006  | La Nativité                   | The Nativity Story                      | Catherine Hardwicke     | Film                    |
| 2008  | Surfer Dude                   | S.R. Bindler                            |                         | Film                    |
| 2011  | La Dame de fer                | The Iron Lady                           | Phyllida Lloyd          | Film                    |
| 2015  | Love the Coopers              |                                         | Jessie Nelson           | Film                    |
| 2015  | Ma meilleure amie             | Miss You Already                        | Catherine Hardwicke     | Film                    |
| 2018  | Dumplin'                      |                                         | Anne Fletcher           | Film                    |
| 2019  | Above Suspicion               | Above Suspicion                         | Phillip Noyce           | Film                    |

- 2022 : Hocus Pocus 2 d'Anne Fletcher

### Cadreur
| Année | Film (titre français)             | Film (titre original)           | Réalisateur          | Métier   | Type                               |
| ----- | --------------------------------- | ------------------------------- | -------------------- | -------- | ---------------------------------- |
| 1979  | Tueurs de flics                   | The Onion Field                 | Harold Becker        | Film     | Cadreur                            |
| 1979  | -                                 | The Tenth Month                 | Joan Tewkesbury      | Téléfilm | Cadreur                            |
| 1980  | La Grosse Magouille               | Used Cars                       | Robert Zemeckis      | Film     | Cadreur                            |
| 1982  | -                                 | Death Valley                    | Dick Richards        | Film     | Cadreur                            |
| 1983  | Outsiders                         | The Outsiders                   | Francis Ford Coppola | Film     | Cadreur                            |
| 1983  | La Foire des ténèbres             | Something Wicked This Way Comes | Jack Clayton         | Film     | Cadreur                            |
| 1983  | -                                 | Return Engagement               | Alan Rudolph         | Film     | Cadreur                            |
| 1984  | Les Moissons du printemps         | Racing with the Moon            | Racing with the Moon | Film     | Cadreur Photographie additionnelle |
| 1985  | -                                 | Tuff Turf                       | Fritz Kiersch        | Film     | Cadreur                            |
| 1985  | -                                 | St. Elmo's Fire                 | Joel Schumacher      | Film     | Cadreur                            |
| 1985  | Wanda's Café                      | Trouble in Mind                 | Alan Rudolph         | Film     | Cadreur                            |
| 1986  | Huit millions de façons de mourir | 8 Million Ways to Die           | Hal Ashby            | Film     | Cadreur                            |
| 1986  | -                                 | Blue City                       | Michelle Manning     | Film     | Cadreur de seconde équipe          |
| 1988  | 1969                              | 1969                            | Ernest Thompson      | Film     | Photographie additionnelle         |
| 1998  | Hors d'atteinte                   | Out of Sight                    | Steven Soderbergh    | Film     | Cadreur                            |

## Distinctions

### Nominations
- 1994 : nommé aux Independent Spirit Awards dans la catégorie Meilleur photographe pour Equinox
- 1996 : nommé aux Independent Spirit Awards dans la catégorie Meilleur photographe pour À fleur de peau